# Arpad Nadai
Arpad Ludwig Nadai (* 3. April 1883 in Budapest; † 18. Juli 1963 in Pittsburgh) war ein ungarisch-US-amerikanischer Mechanik-Professor.

## Leben
Nadai studierte an der Universität Budapest und danach an der Technischen Hochschule Berlin-Charlottenburg, wo er 1911 promoviert wurde. 1918 ging er an das Institut für Angewandte Mechanik der Universität Göttingen, geleitet von Ludwig Prandtl, wo er 1923 Professor wurde. 1927 ging er in die USA, wo er bei den Westinghouse-Laboratorien Nachfolger von Timoschenko wurde.
Nadai war ein Pionier der Plastizitätstheorie, über die er ein Lehrbuch schrieb, das in englischer Übersetzung 1931 das erste Buch über Plastizitätstheorie in englischer Sprache war. Es behandelt sowohl Anwendungen auf Metalle als auch in den Geowissenschaften.
1958 erhielt er die Timoschenko-Medaille und 1960 die Elliott-Cresson-Medaille.
Seit 1975 verleiht die American Society of Mechanical Engineers (ASME) die Nadai Medal für Materialwissenschaftler.

## Schriften
- Die elastischen Platten: die Grundlagen und Verfahren zur Berechnung ihrer Formänderungen und Spannungen, sowie die Anwendungen der Theorie der ebenen zweidimensionalen elastischen Systeme auf praktische Aufgaben . Springer, Berlin 1925.
- Der bildsame Zustand der Werkstoffe. Springer, 1931.
- Plasticity – a mechanics of the plastic state of matter. McGraw Hill, 1931 (englische Ausgabe seines Buches Der bildsame Zustand der Werkstoffe).
- Theory of flow and fracture of Solids. McGraw Hill, 1950 (überarbeitete Neuauflage seines Buches von 1931).